# Illorai
Illorai (sardinsky: Illorài) je italská obec (comune) v provincii Sassari v regionu Sardinie. Nachází se ve výšce 503 metrů nad mořem a má 751 obyvatel. Rozloha obce je 57,19 km².